# Lee Janzen
Lee McLeod Janzen (Austin, 28 agosto 1964) è un golfista statunitense.
Ha vinto per due volte gli U.S. Open, nel 1993 e nel 1998.
Ha fatto parte della squadra statunitense di Ryder Cup, nel 1993 e 1997.
Complessivamente in carriera ha vinto 9 tornei del circuito professionistico.